# Il fuoco (film)
Il fuoco (titolo internazionale The fire) è un film muto del 1915 scritto e diretto da Giovanni Pastrone sotto lo pseudonimo di Piero Fosco. Uscì in Italia il 29 aprile 1916, dopo la prima visione spagnola del 7 aprile a causa dei problemi di censura. Nonostante le difficoltà che il film affrontò con il Prefetto di Arezzo prima di uscire, diventò comunque un successo e consacrò Pina Menichelli come una diva italiana.
Copie del film sono conservate tra Cinémathèque Royale a Bruxelles; Cineteca Nazionale a Roma; Museo Nazionale del Cinema di Torino (dove sono anche conservate le didascalie originali, nulla osta e appunti di produzione); Museum of Modern Art di New York; Nederlands Filmmuseum ad Amsterdam.
Il Museo Nazionale del Cinema ha collaborato con i Giardini di Mirò per una nuova colonna sonora rock per il film, realizzando tracce live contenute nell'album Il fuoco.

## Trama
Il film è suddiviso in tre parti:
- La favilla
- La vampa
- La cenere

Mario, un pittore sconosciuto, resta ossessionato dall'incontro con una famosa poetessa tanto da non riuscire più a dipingere. La donna convincerà il pittore ad abbandonare la madre con cui viveva e a vivere con lei nel suo maniero. Vivendo con l'amata l'uomo trova l'ispirazione e con i suoi lavori raggiunge la fama. Una volta ricevuto un telegramma che l'avvisa del ritorno del marito la poetessa si allontana dall'amante.

## Titolato all'estero
- El fuego: Spagna, Messico
- Elden: Svezia
- Le feu: Francia
- O fogo: Portogallo
- The fire: titolo internazionale; Inghilterra

## Curiosità
- Una scena è inserita nel film del 2004 Dopo mezzanotte di Davide Ferrario.[1]
- La durata della pellicola aumentò quando venne restaurata una copia (35 mm, 1.100 m), che fu poi proiettata nel 1991 al Festival del Cinema Ritrovato di Bologna, con didascalie in italiano e accompagnamento al pianoforte di Stefan Ram.[1]